# Angolo irido-corneale
L'angolo irido-corneale si trova nella camera anteriore dell'occhio e si forma circonferenzialmente tra la faccia posteriore della cornea e la radice dell'iride. 
Lo studio di questa struttura si effettua attraverso il gonioscopio un sistema di tre lenti che permette di osservare l'angolo altrimenti non visibile all'oftalmoscopia diretta.
A questo livello individuiamo diverse strutture e punti di repere. Procedendo dall'avanti (cornea), posteriormente (iride) si distinguono:
- linea di Schwalbe (periferia della membrana di Descemet);
- porzione anteriore del trabecolato;
- sperone sclerale (punto d'innesto del corpo ciliare);
- porzione posteriore del trabecolato;
- radice dell'iride (banda ciliare alla gonioscopia).

L'angolo irido-corneale si può osservare direttamente con una particolare lente a contatto della cornea, gonioscopio, o indirettamente con strumenti, OCT e Scheimpflug Camera, sempre più innovativi che ne permettono la misurazione con estrema precisione.
In molti hanno cercato di darne una classificazione: sulla base alla visibilità delle strutture, all'ampiezza in gradi, alla forma dell'angolo associata al profilo irideo e alla sua inserzione.
Attualmente, grazie anche alle nuove strumentazioni, la classificazione in base all'ampiezza è la più usata. 
- 4° angolo > di 30°,
- 3° angolo >20° e <30° (non occludibile),
- 2° >10° e <20° (chiusura possibile),
- 1° <10° (chiusura probabile),
- 0° chiusura presente.

L'ampiezza dell'angolo determina la possibilità di sviluppo di occlusione d'angolo e quindi di aumento della pressione intraoculare.
Oltre l'ampiezza, le caratteristiche di aspetto dell'angolo e di conformazione dell'iride ci permettono di aggiungere elementi per migliorare il ragionamento clinico-terapeutico.
All'altezza dell'angolo irido-corneale al confine tra iride, corpo ciliare e sclera decorre il canale venoso della sclera (di Schlemm) che assicura parte del drenaggio dell'umor acqueo e fa parte del sistema delle cavità linfatiche dell'occhio.